# Целюлад
Целюлад — деструктор стерні, препарат на основі спеціалізованих мікроорганізмів і продукованих ними ферментів направленої дії, призначених для ефективного розкладання рослинних решток (стерні, соломи, тощо) в умовах відкритого ґрунту.

## Склад
До складу препарату Целюлад входять три штами гриба Trichoderma — Tr. viride, Tr. harzianum та Tr. reesei, та продукти їх метаболізму: целюлозолітичні ферменти, фітогормони, антибіотики, вітаміни. Два штами є активними целюлозолітиками, а один штам має виражені фунгіцидні властивості.

## Принцип дії
Препарат є комплексним мікробіологічно-ферментним деструктором для прискорення процесу гуміфікації і мінералізації рослинних решток та оздоровлення ґрунту.
Гриби роду Trichoderma — найбільш активні та найпоширеніші деструктори (розкладачі) целюлози та лігніну — основних компонентів сухих рослинних решток, завдяки продукуванню активного комплексу целюлозолітичних ферментів. Також, вони є активними гуміфікаторами та дієвими антагоністами збудників багатьох основних грибних і бактеріальних хвороб рослин, виділяючи велику кількість природних антибіотиків. Шляхом швидкого розмноження в ґрунті, гриб Trichoderma пригнічує розвиток патогенної мікрофлори, проявляючи дієву природну фунгіцидну дію проти поширених збудників хвороб рослин: Alternaria, Pythium, Rhisoctonia, Helminthosporium, Fusarium, Verticillium тощо. На післязбиральних залишках гриб Trichoderma обплітає своєю грибницею ґрунтовий шар і кореневу систему рослин, а продукти життєдіяльності, виділені міцелієм, є цінним джерелом поживних речовин для рослин та біоти ґрунту.

## Обґрунтування ефективності

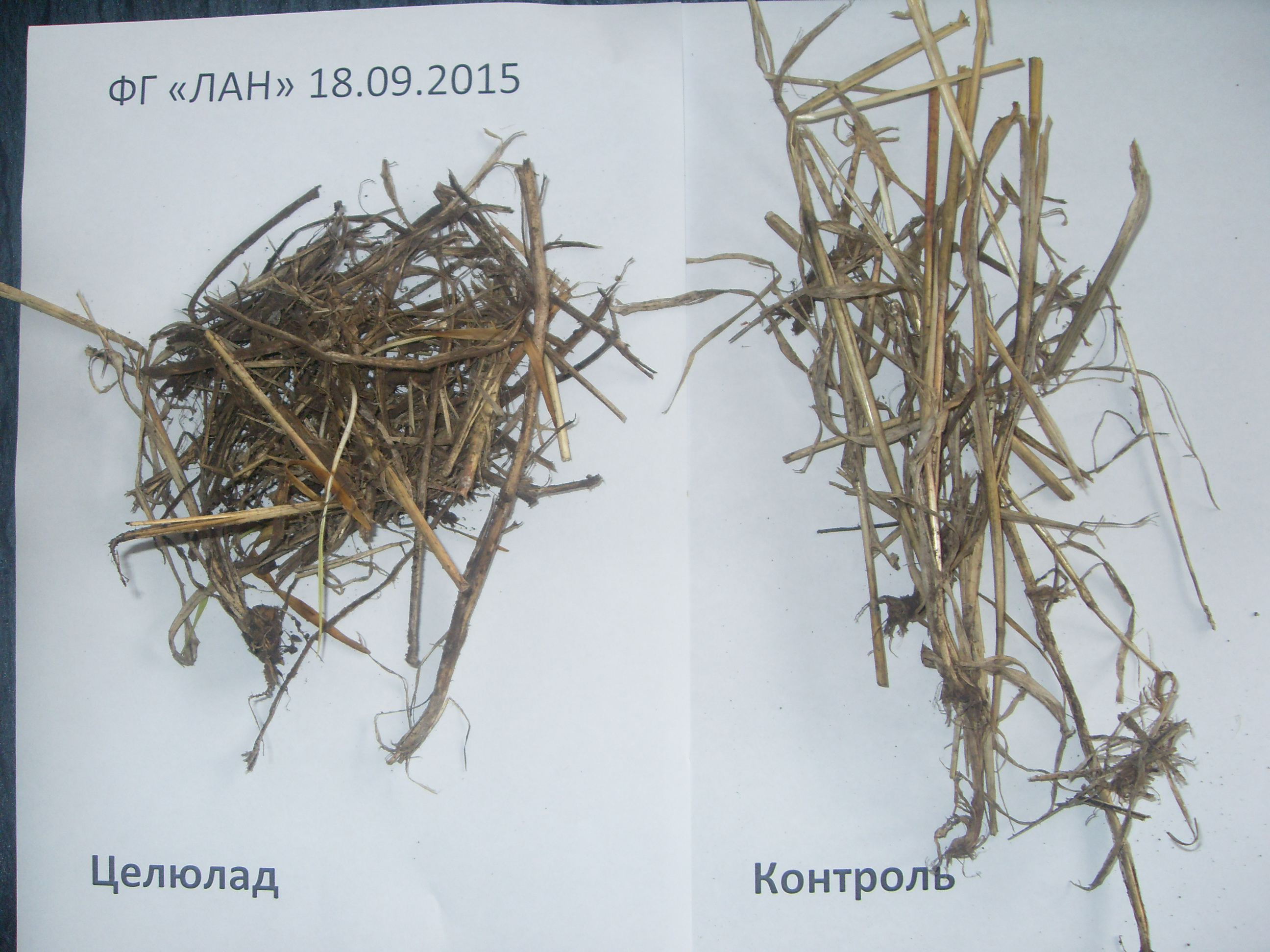
Дослід в господарстві ФГ «Лан».
У варіанті з використанням Целюлад відзначають велику ступінь деструкції — стебла пшениці розклалися на окремі агрегати, в контролі більшість стебел зберегли цілісність структури.

Після збирання урожаю зернових врожайністю 4,5 т/га на ґрунті, в середньому, залишається біля 8 т/га пожнивних залишків (стерня, солома, полова, корені), які утилізують шляхом спалювання, або заробляють в ґрунт, додаючи аміачну селітру з розрахунку 30  кг у фізичній вазі на кожну тонну залишків. Таким чином, на кожний гектар необхідно внести від 200 до 250 кг селітри, що виливається в значні грошові витрати на 1 га. Також, внесення селітри потенційно вирішує лише питання зменшення азотного голодування рослин наступної культури, але не вирішує комплексної проблеми збереження родючості та здоров'я ґрунту. Азот у високих дозах активує фітопатогенну мікрофлору ґрунту, що призводить до підвищення витрат аграріями на ЗЗР. Разом з тим, внесення азоту в діючій речовині від 60 кг/га негативно діє на мікрофлору ґрунту, пригнічуючи її, та призводить до втрат азоту (вимивання, денітрифікація тощо). Використання мікробіологічно–ферментного препарату Целюлад дозволяє не лише зменшити використання аміачної селітри на 80 %, що дає можливість економії коштів на 1 га, але й сприяє формуванню корисної ґрунтової біоти внаслідок біоцидної та пригнічувальної дії стосовно патогенної мікрофлори ґрунту та прискоренню ростових процесів рослин шляхом мінералізації поживних елементів рослинних решток та утворення зріст-регулюючих речовин при розкладанні органічної маси.
Дослідження, проведені в Вінницькій державній сільськогосподарській дослідній станції, показали ефективність застосування препарату Целюлад по стерні в системі No-Till. При застосуванні препарату в осінні місяці важливо керуватися середньодобовою температурою повітря. Якщо середньодобова температура нижче від +5°С, доцільним є перенести застосування препарату на весняний період.

## Необхідні умови для роботи препарату
- Для найкращого результату, з метою збереження вологи в ґрунті, препарат вносять по поживним решткам відразу після збору урожаю.
- Рослинні рештки в полі мають бути подрібнені (30-100 мм) та рівномірно розкидані по площі.
- Препарат застосовують при температурі повітря від +5°С до +45°С при високій вологості повітря (понад 75 %).
- Для більшої ефективності та швидкої дії препарату рекомендовано, заробити препарат в ґрунт від 5-15 см не пізніше, ніж через 72 години після внесення (з 2017 року до складу Целюлад входить УФ-фільтр на основі комплексу полісахаридів, що захищає спори від ультрафіолету та втрати вологи, і дозволяє подовжити період між внесенням та закопуванням в ґрунт до 72 годин)[6]. А у випадку з «No-Till», прокатати оброблену ділянку котком.